# Daimler-Benz DB 602

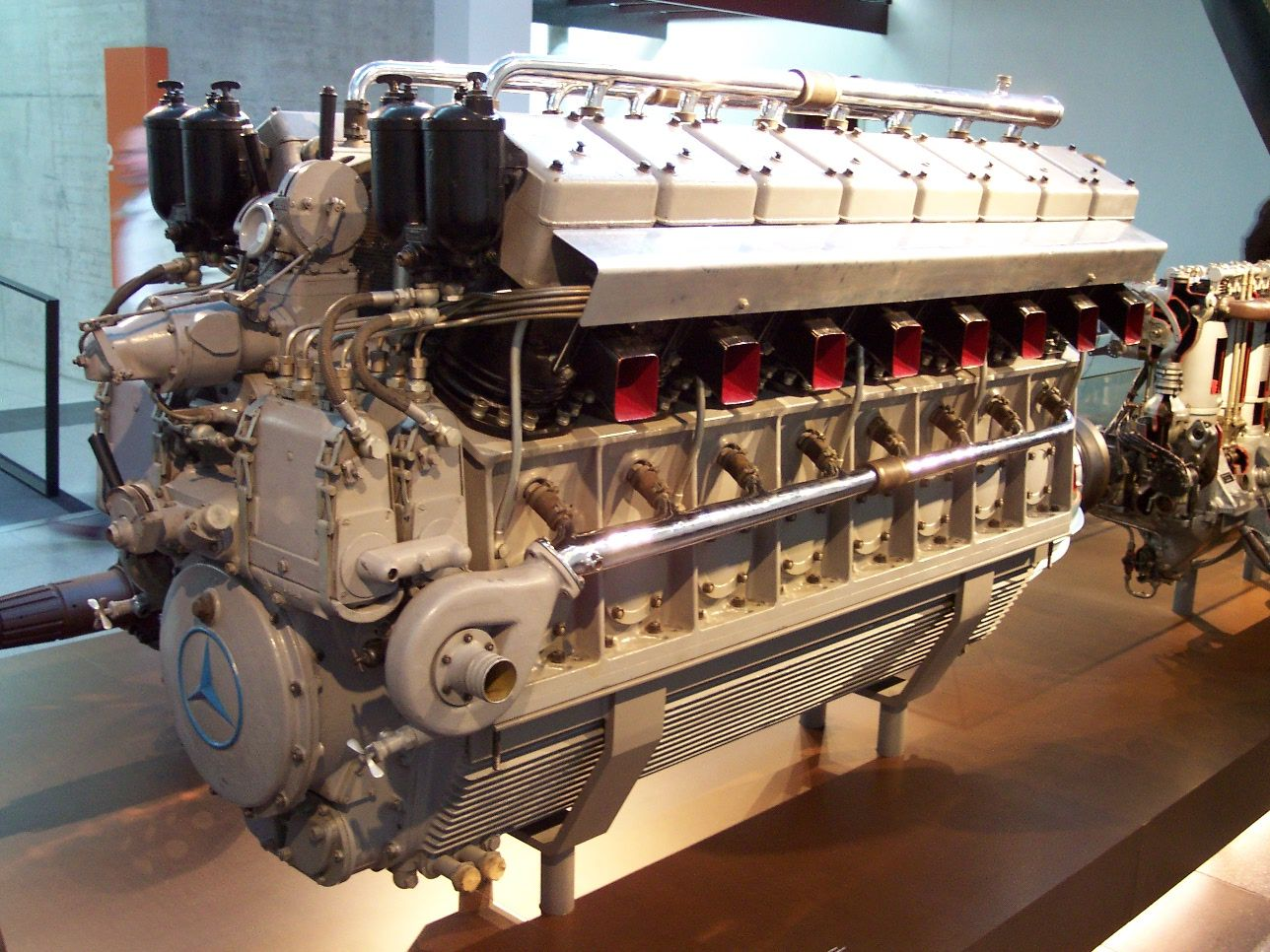
Un Daimler-Benz DB 602 esposto in museo

Il Daimler-Benz DB 602, originariamente noto come Daimler-Benz LOF.6, era un motore aeronautico a ciclo diesel tedesco progettato e costruito all'inizio degli anni '30. Era un motore V16 verticale raffreddato a liquido e fu utilizzato per fornire spinta propulsiva ai due dirigibili della classe Hindenburg. Aveva all'incirca la stessa cilindrata e lo stesso peso del Beardmore Tornado, che fu utilizzato nello sfortunato dirigibile inglese R101, ma aveva quasi il doppio della potenza del Tornado, a dimostrazione della allora superiore conoscenza raggiunta dalla Daimler-Benz per quanto riguardava la costruzione di motori diesel.
Di interesse sicuro il ricorso al ciclo diesel per questo tipo di motore, motivato dall'esigenza di ridurre il più possibile il rischio di incendi a bordo dato che i dirigibili tedeschi erano riempiti con idrogeno (con le relative inevitabili perdite da involucro e giunture sarebbe stato rischioso utilizzare motori a benzina data la possibilità di un involontario innesco in caso di scintillamento dal sistema di accensione).
Inoltre, questi motori, con la designazione MB 502, furono utilizzati per la propulsione su quattro Schnellboot della serie S10...13 del 1933 (dotati di tre motori ciascuno). Da questo modello fu poi ricavato il motore V20 MB 501 da 2000 CV che ebbe una varietà di applicazioni.

## Applicazioni
Germania
- LZ 129 Hindenburg
- LZ 130 Graf Zeppelin
- Schnellboot 1933 serie S10...13

## Motori in esposizione
Un Daimler-Benz DB 602 ben conservato è in esposizione al Museo Zeppelin di Friedrichshafen.

## Specifiche (DB 602)
Dati presi dal libro Flugzeug-Typenbuch. Handbuch der deutschen Luftfahrt- und Zubehör-Industrie 1944

### Caratteristiche generali
- Tipo: motore diesel aeronautico V16, raffreddato a liquido, con angolo di 50° tra le due bancate
- Alesaggio: 175 mm (6.89 in)
- Corsa: 230 mm (9.06 in)
- Cilindrata: 88,5 L (5400.6 cu in)
- Lunghezza: 1 722 mm
- Larghezza: 739 mm
- Altezza: 1 027 mm
- Peso (a secco): 1 976 kg (4 356 lb) a secco, senza accessori
- Distribuzione: Due valvole di aspirazione e due valvole di scarico per cilindro, azionate tramite un singolo albero a camme in testa per bancata
- Sistema di alimentazione combustibile: iniezione diretta
- Tipo di combustibile: Diesel
- Sistema di lubrificazione: in pressione con carter secco
- Sistema di raffreddamento: a liquido

### Prestazioni
- Potenza:
  - 1 115 CV (1 100 hp; 820 kW) a 1 650 giri/min (massima potenza istantanea) al livello del mare
  - 1 000 CV (986 hp; 735 kW) a 1 450 giri/min (per massimo 5 minuti) al livello del mare
  - 850 CV (838 hp; 625 kW) a 1 350 giri/min (massima potenza continuativa) al livello del mare
- Potenza Specifica: 11,3 CV/L (0,18 hp/cu in; 8,31 kW/l)
- Rapporto di compressione: 16:1
- Consumo Specifico di Combustibile: 0,175 kg/CVh (0,391 lb/(hp⋅h); 0,238 kg/kWh) alla massima potenza continuativa
- Consumo di Olio: 0,008 kg/CVh (0,018 lb/(hp⋅h); 0,011 kg/kWh) alla massima potenza continuativa
- Rapporto Potenza/Peso: 0,485 CV/kg (0,217 hp/lb; 0,357 kW/kg)
- p.m.e.: 6,4 atm (6,5 bar; 94 psi)
- Rapporto di riduzione, al riduttore 0,5:1